# Особый стрелковый корпус
Особый стрелковый корпус (оск) — воинское особое соединение Красной армии (РККА) Советских Вооружённых Сил, до и во время Великой Отечественной войны.

## История
Особый стрелковый корпус формируется на Дальнем Востоке согласно приказу Народного Комиссара Обороны Союза ССР № 0029, от 21 июня 1940 года, на базе управления и войск Северной армейской группы, и входит во вновь созданный Дальневосточный фронт. Штаб корпуса в Николаевск-на-Амуре.
К 22 июня 1941 года стрелковый корпус в составе управления, и дивизии — 79-я стрелковая дивизия (дислокация: северный Сахалин, командир — генерал-майор Макаренко) и 101-я горнострелковая дивизия (дислокация: Петропавловск-Камчатский, командир — полковник Пичугин) дивизии — охраняет государственную границу на Дальнем Востоке, входит в состав Дальневосточного фронта ВС Союза ССР.
До июля 1943 года соединение в составе управления, 79-й стрелковой, 101-й горнострелковой дивизий, 2-й, 5-й, Сахалинской стрелковых бригад, отдельных стрелковых полков и других частей и подразделений, последовательно входящих в корпус, дислоцируется на Дальневосточном фронте, совместно с Северной Тихоокеанской флотилией обороняет нижнеамурский укрепленный район, Де-Кастри, бухту Ногаева, Сахалин и Камчатку, с задачей не допустить высадки японских десантов, готовит маршевое пополнение для Действующей армии и флота. Прикрывает государственную границу СССР с Японией на острове Сахалин, проводит войсковые учения, тактические занятия и стрельбы по поддержанию частей в боевой готовности, проводит работу по укреплению оборонительных рубежей. 
В 1943 году управлению (штабу) 101 сд оперативно подчинялись по вопросам охраны и обороны:
- авиационная дивизия;
- Петропавловская военно-морская база (ВМБ);
- пограничный отряд;
- 428-й гаубичный артиллерийский полк;
- 302-й отдельный стрелковый полк;
- три отдельных артиллерийских дивизиона;
- 5-й отдельный стрелковый батальон;
- ряд складов материальных средств (МС).

10 июля 1943 года особый стрелковый корпус переформирован в 16-ю армию (третьего формирования).

### Состав
управление (командование, службы, отделы, отделения, штаб), штат № 471:
- 79-я стрелковая дивизия[2]:

- - управление (командование, службы, отделы, отделения, штаб)
  - 157-й стрелковый полк,
  - 165-й стрелковый полк,
  - 179-й стрелковый полк,
  - 644-я дивизионная артиллерийская бригада,
  - 284-й артиллерийский полк,
  - 484-й гаубичный артиллерийский полк,
  - 360-й отдельный танковый батальон Архивная копия от 3 апреля 2016 на Wayback Machine
  - 163-й отдельный истребительно-противотанковый дивизион,
  - 251-й отдельный зенитный артиллерийский дивизион,
  - 788-й минометный дивизион,
  - 9-й разведывательный батальон,
  - 43-й сапёрный батальон,
  - 931-й отдельный батальон связи (187-й отдельный батальон связи, 134-я отдельная рота связи),
  - 211-й медико-санитарный батальон,
  - 192-я отдельная рота химической защиты,
  - 808-я автотранспортная рота (180-я автотранспортная рота, 376-й автотранспортный батальон),
  - 138-я ремонтно-восстановительная рота,
  - 121-я полевая хлебопекарня,
  - 79-й полевой подвижной госпиталь,
  - 177-й дивизионный ветеринарный лазарет,
  - 32-й дивизионная артиллерийская мастерская,
  - 58-я полевая почтовая станция
  - 1043-я полевая касса Госбанка[3]
- 101-я горнострелковая дивизия:
  - управление (командование, службы, отделы, отделения, штаб)
  - 138-й стрелковый полк
  - 302-й стрелковый полк
  - 373-й стрелковый полк
  - 279-й артиллерийский полк
  - 169-й отдельный истребительно-противотанковый дивизион
  - 19-я разведывательная рота
  - 119-й сапёрный батальон
  - 103-й отдельный батальон связи (103-я отдельная рота связи)
  - 131-й медико-санитарный батальон
  - 38-я отдельная рота химический защиты
  - 50-я автотранспортная рота
  - 9-я полевая хлебопекарня
  - 178-й дивизионный ветеринарный лазарет
  - 13-й подвижный полевой госпиталь
  - 70-я полевая почтовая станция
  - 19-я полевая касса Госбанка
- 2-я Сахалинская стрелковая бригада
- 5-я Сахалинская стрелковая бригада
- отдельные стрелковые полки

## В составе
ДВФ

### Командование
Командиры корпуса
- генерал-лейтенант Васильев, Василий Петрович (06.1940 — 19.06.1941)
- генерал-майор Дубков, Михаил Георгиевич (23.06.1941 — 09.07.1943)

Командиры дивизий
- - 79 сд:
- Макаренко, Иван Алексеевич (27.01.1939 — 14.05.1942), комбриг, с 04.06.1940 генерал-майор;
- Максимов, Александр Михайлович (15.05.1942 — 27.06.1942), генерал-майор;
- Батуров, Иван Павлович (28.06.1942 — 03.09.1945), полковник, с 16.10.1943 генерал-майор.
  - 101 сд:
- Городнянский, Авксентий Михайлович, майор (с 21.09.1938 комбриг) (август 1938 — 25.10.1940)
- Пичугин, Иван Павлович, полковник (25.10.1940 — 11.08.1942);
- Можаев, Семён Фёдорович, генерал-майор (12.08.1942 — 22.09.1943);
- Дьяков, Порфирий Иванович, генерал-майор (23.09.1943 — 04.11.1945);